# Regina Schleheck

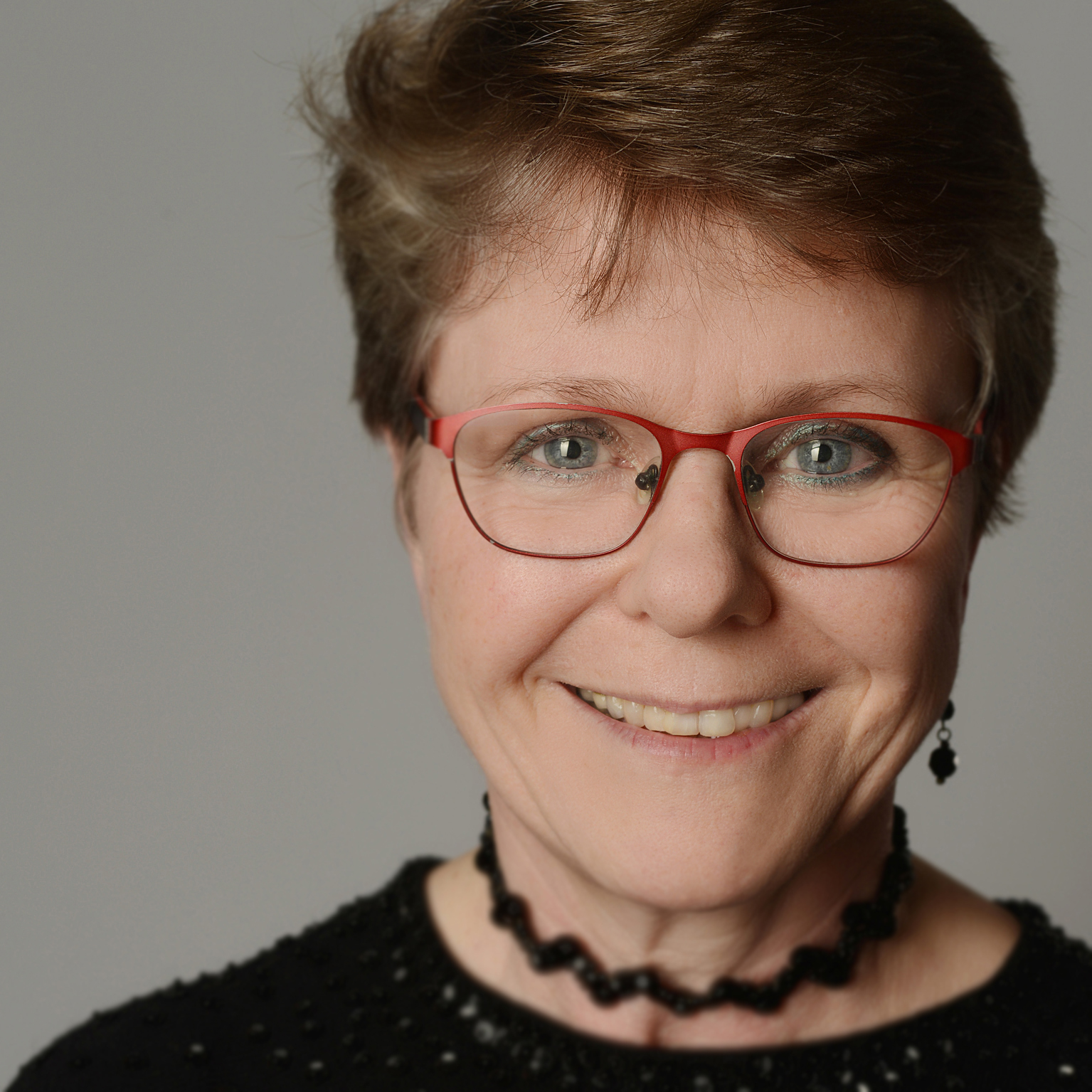
Regina Schleheck 2018

Regina Schleheck (* 1959 in Wuppertal) ist eine deutsche Schriftstellerin.

## Leben
Schleheck wuchs in Köln auf und studierte Germanistik, Sozialwissenschaften und Sportwissenschaften auf Lehramt in Aachen. Sie arbeitete als Lehrerin in Ostwestfalen, Köln und Leverkusen, erwarb 2000 ein Montessori-Diplom, 2011 die Unterrichtserlaubnis für Praktische Philosophie und ist Oberstudienrätin an einem Leverkusener Berufskolleg, nebenberuflich als Referentin an Erwachsenenbildungseinrichtungen tätig.
Seit 1999 schreibt sie und publiziert vorwiegend Kurzgeschichten in Anthologien und Literaturzeitschriften sowie Hörspiele, aber auch umfangreichere Prosa, Drehbücher und Theaterstücke, außerdem ist sie als Herausgeberin in Erscheinung getreten. Sie gehört dem Netzwerk deutschsprachiger Krimiautorinnen Mörderische Schwestern, der Autorengruppe deutschsprachige Kriminalliteratur Syndikat, dem Phantastik-Autoren-Netzwerk (PAN), dem Verband deutscher Schriftstellerinnen und Schriftsteller (VS), dem P.E.N.  und der Kölner Autorengruppe FAUST an.
Schleheck ist geschieden und hat eine Tochter und vier Söhne.

## Werke

### Hörspiele
- True Crime: Der Kirmesmörder. Kriminalgeschichte um Jürgen Bartsch von Regina Schleheck vorgelesen von Monty Arnold. SAGA Egmont 2020, ISBN 978-87-26-41044-0.
- Basilikumdrache und Schöpfungskrönchen. Phantastik- und Science-Fiction-Kurzgeschichten. Hörbuch. iFuB Verlag, Mülheim an der Ruhr 2017, ISBN 978-3-95936-056-2.
- Mark Brandis. Aktenzeichen: Illegal. Hörspiel nach dem gleichnamigen SF-Bestseller von Nikolai von Michalewsky. Universal Music Family Entertainment, Folgenreich, Berlin 2011, ISBN 978-3-8291-2438-6.
- Im Tod sind alle gleich. totenschmaus, Wels 2009, ISBN 978-3-9502806-0-9.
- Adventsgeschichte von A bis Z. Drachenmond Verlag, Hitdorf 2009, ISBN 978-3-931989-47-7.
- Mark Brandis. Bordbuch Delta VII. Hörspiel nach dem gleichnamigen SF-Bestseller von Nikolai von Michalewsky. steinbach sprechende bücher, Schwäbisch Hall 2007, ISBN 978-3-88698-918-8.

### Großprosa
- Die Weissagung des Drachen. Märchenerzählung. p.machinery, Winnert 2022, ISBN 978-3-95765-292-8.
- Tod in Herford. Edition oberkassel, Düsseldorf 2018, ISBN 978-3-95813-1507.
- Luca und das Mal der Fürsten. vss, Frankfurt am Main 2018, ISBN 978-1981089666.
- Wipper-Wein. illustriert von Ralf Alex Fichtner vss, Frankfurt am Main 2018, ISBN 978-1983131141
- Jürgen Bartsch – Der Kirmesmörder. Gmeiner Verlag, Meßkirch 2016, ISBN 978-3-8392-1939-3.
- Untertauchen. 110th Verlag, Berlin 2014, E-Book.

### Kurzprosasammlungen
- Letale Lösungen I. Durch den Magen an den Kragen. Kurzkrimis. Edition Roter Drache, Meschede 2023, ISBN 978-3-96815-056-7
- Grenzerfahrungen erzählen. Neue Kurzprosa für die Sekundarstufe II. Hrsg.: Regina Schleheck. Reclams Universal-Bibliothek, Stuttgart 2022, ISBN 978-3-15-015091-7
- Wenn Drachen Sachen machen. Märchengeschichten. p.machinery, Winnert 2022, ISBN 978-3957652911
- Notenträume. Texte aus dem Literaturlabor Leverkusen. Hrsg.: Christian Linker und Regina Schleheck. BOD Norderstedt 2022, ISBN 978-3756823864
- Sensenträume. Texte aus dem Literaturlabor Leverkusen. Hrsg.: Christian Linker und Regina Schleheck. BOD Norderstedt 2021, ISBN 978-3-7543-5813-9
- Mörderisches vom Niederrhein. Krimineller Freizeitführer. Gmeiner Verlag, Meßkirch 2021, ISBN 978-3839200605
- Traumbilder. Texte aus dem Literaturlabor Leverkusen. Hrsg.: Christian Linker und Regina Schleheck. BOD Norderstedt 2020, ISBN 978-3-7526-9474-1
- Traumfabrik. Texte aus dem Literaturlabor Leverkusen. Hrsg.: Christian Linker und Regina Schleheck. BOD Norderstedt 2019, ISBN 978-3-7504-6347-9
- Mörderisches Bergisches Land. 11 Krimis und 125 Freizeittipps. Gmeiner Verlag, Meßkirch 2019, ISBN 978-3-8392-2522-6.
- Mörderisches Leverkusen und Umgebung. 11 Krimis und 125 Freizeittipps. Gmeiner Verlag, Meßkirch 2018, ISBN 978-3-8392-2325-3.
- Wer mordet schon in Köln? 11 Krimis und 125 Freizeittipps. Gmeiner Verlag, Meßkirch 2016, ISBN 978-3-8392-1962-1.
- Basilikumdrache und Schöpfungskrönchen. Phantastik- und Science-Fiction-Kurzgeschichten. iFuB Verlag, Mülheim an der Ruhr 2016, ISBN 978-3-95936-053-1.
- Sonne, Mord und Meer. Hrsg.: Regina Schleheck. Der Kleine Buch Verlag, Karlsruhe 2016, ISBN 978-3-7650-9113-1.
- Klappe zu – Balg tot. Bitterböse Geschichten. Der Kleine Buch Verlag, Karlsruhe 2015, ISBN 978-3-7650-9110-0.
- Sonne, Mord und Ferne. Hrsg.: Regina Schleheck und Mechthild Zimmermann. Via Terra Verlag, Aarbergen 2013, ISBN 978-3-941970-10-6.
- Mordsmütter. Hrsg.: Regina Schleheck und Mechthild Zimmermann. Via Terra Verlag, Aarbergen 2011, ISBN 978-3-941970-06-9.

## Auszeichnungen
- 1. Platz des 9. Landschreiber-Wettbewerbs im März 2022 für die Kurzgeschichte Presskohle
- nominiert für den Friedrich-Glauser-Preis 2021 in der Sparte Kurzkrimi für die Krimikurzgeschichte Peinlich
- 1. Platz des 7. Landschreiber-Wettbewerbs im März 2020 für die Kurzgeschichte Zeit zum Ankommen
- 1. Platz des Literaturwettbewerbs der 12. Bonner Buchmesse Migration im November 2019 für die Kurzgeschichte Grenzziehung
- 1. Platz des Corona-Magazine-Wettbewerbs im Mai 2019 für die Kurzgeschichte Die Feuerprobe
- 2. Putlitzer Preis 2017 für die Kurzgeschichte Magdas Muttertagsgeschenk
- 1. Platz des Corona-Magazine-Wettbewerbs im Mai 2015 für die Kurzgeschichte Die Himmlische Stadt
- 1. Platz des Corona  Magazine-Wettbewerbs im Januar 2014 für die Kurzgeschichte Riesling
- 2. Preis für die Kurzgeschichte Iris mit de für den Autofasten-Literaturwettbewerb 2013 der Thüringischen Verkehrsbetriebe und der Evangelischen Kirche Mitteldeutschland
- Friedrich-Glauser-Preis 2013 in der Sparte Kurzkrimi für die Krimikurzgeschichte Hackfleisch
- 1. Platz des Corona-Magazine-Wettbewerbs im Mai 2013 für die Kurzgeschichte Dölfchens wunderbarer Waschsalon
- 1. Platz des Corona-Magazine-Wettbewerbs im Oktober 2012 für die Kurzgeschichte Straelen für Einge-weihte
- Nominiert mit der Kurzgeschichte Die Schlampe für den Würth-Literaturpreis 2012 nach einem Ausschreibungsthema von Brigitte Kronauer: Es gibt eine Zeit der Sehnsucht, wo ihr Gegenstand noch keinen Namen trägt
- 2. Platz beim ersten deutschsprachigen Krimipreis 2009 für Hörbuch-Kurzgeschichten für den Kurzkrimi Killerpitsch
- 1. Platz des Corona-Magazine-Wettbewerbs im März 2009 für die Kurzgeschichte Mann oh Manna sowie im Mai 2010 für die Kurzgeschichte Die Schlampe
- Deutscher Phantastik Preis 2008: Bestes Hörspiel 2007 für Mark Brandis. Bordbuch Delta VII